# Ivan Dodig
Ivan Dodig, hrvaški tenisač * 2. januar 1985 Međugorje, SFRJ. 
Njegova kariera na lestvici ATP je 29. mesto v samskem in 4. v dvojicah. Dodig je prvak Grand Slam-a, potem ko je leta 2015 z Marcelom Melom osvojil naslov moških v dvojicah na odprtem prvenstvu v Franciji leta 2015, v moških dvojicah pa leta 2021 z Filipom Poláškom in naslove mešanih dvojic na Roland-Garrosu v letih 2018 in 2019 dodal Latisha Chan. 